# La novità (Moreno)
La novità è un singolo del rapper italiano Moreno, pubblicato il 20 settembre 2013 come terzo estratto dal primo album in studio Stecca.

## Descrizione
Si tratta del brano che apre il disco ed è stato composto dallo stesso rapper e da Fabri Fibra.

## Video musicale
Il video è stato pubblicato il 30 settembre 2013. Nel video è presente anche un ex-compagno della dodicesima edizione di Amici di Maria De Filippi, Anthony Donadio.